# Nicolas Alfonsi
Nicolas Alfonsi (Cargèse, Córcega, 13 de abril de 1936-Ajaccio, 16 de marzo de 2020) fue un político francés, miembro del Senado de Francia en representación del departamento de Córcega del Sur. Era miembro del Partido Radical de Izquierda y fue abogado. Alfonsi murió el 16 de marzo de 2020 de COVID-19.

## Trayectoria
Hijo de Jean Nicolas Alfonsi, al que sucedió como consejero general y alcalde en 1962. Elegido diputado de Córcega del Sur en 1973, 1981 y 1986, se convirtió en senador en 2001 con el PRG (Partido Radical de Izquierda). Fue reelegido el 21 de septiembre de 2008 en la primera ronda. También fue presidente interino de la Asamblea de Córcega en 1998, sustituyendo a Jean-Paul de Rocca Serra, ausente por problemas de salud. Durante las elecciones cantonales de marzo de 2011, fue reelegido en la segunda vuelta con alrededor del 57 % de los votos contra el candidato nacionalista moderado.
No se presentó a la reelección en las elecciones senatoriales de septiembre de 2014.

## Vida personal
Casado con Francine, era padre de tres hijos, Jean (funcionario de alto rango, fallecido en 2013), Emmanuelle y Antoine-Olivier.
Falleció a los ochenta y tres años en el Hospital de Ajaccio, Córcega (Francia) el 16 de marzo de 2020 a causa de la pandemia mundial por coronavirus.

## Cargos
- Teniente de alcalde de Piana (reelegido para el concejo municipal el 23 de marzo de 2014)
- Presidente del Consejo de la Costa de Córcega.
- Primer vicepresidente del conservatorio costero.
- Diputado al Parlamento Europeo (1981-1984)
- MP para Córcega del Sur
- Primer vicepresidente de la asamblea de Córcega.
- Primer vicepresidente del Consejo General de Córcega del Sur
- Alcalde de Piana (1962-2001)
- Asesor de la asamblea corsa
- Consejero general de Córcega del Sur, elegido en el cantón de Deux-Sevi (1962-2015)[4]

## Distinción
- Caballero de la Orden Nacional de la Legión de Honor (desde14 de julio de 2015).[5]